# Ford F-MAX

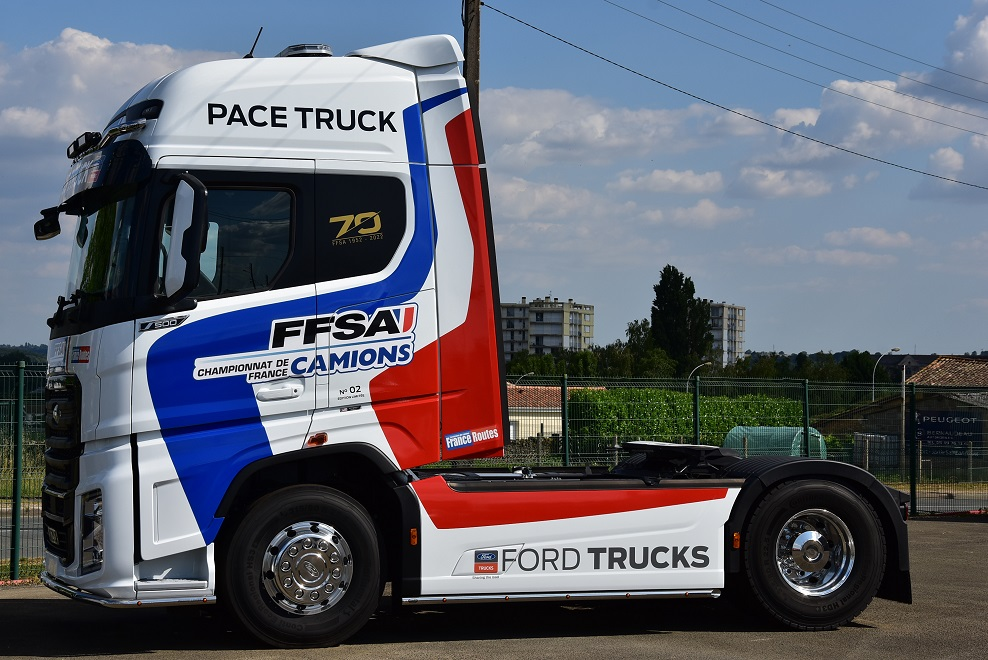
Pace truck (2022)

Ford F-MAX – ciężki ciągnik siodłowy produkowany przez firmę Ford Otosan. Został wprowadzony w 2018 r. Ciężarówka została zaprezentowana podczas IAA 2018 w Hanowerze w Niemczech. Została również wybrana na Międzynarodową Ciężarówkę Roku 2019.
Ciężarówka została zaprojektowana przez Forda Otosana na przestrzeni 5 lat  pod kryptonimami H625 i „Big Boy”.
Jest dostępny tylko w konfiguracji osi 4x2 i jest napędzany 12,7-litrowym silnikiem Ecotorq Euro 6 o mocy 368 kW (500 KM) i momencie obrotowym 2500 Nm, sprzężonym z 12-biegową skrzynią biegów ZF Traxon.